# Nishitanabe (metropolitana di Osaka)
Nishitanabe (西田辺駅?, Nishitanabe-eki) è una stazione della metropolitana di Osaka situata nell'area sud della città.